# هجرة الصرب (لوحة)
هجرة الصرب (بالإنجليزية: Migration of the Serbs)‏ هي مجموعة من أربع لوحات زيتية مماثلة للفنان الصربي باجا يوفانوفيتش تصور الصرب، بقيادة رئيس الأساقفة أرسينيجي الثالث، وهم يفرون من صربيا القديمة أثناء هجرة الصرب العظيمة عام 1690 ألى 1691. تم تكليف الأب الأول في عام 1895 من قبل جورجي برانكوفيتش، بطريرك كارلوفيتشي، ليتم عرضها في معرض الألفية في بودابست في العام التالي. من وجهة نظر رجال الدين الصرب، من شأنها إضفاء الشرعية على مطالبا الصرب بالاستقلال الديني والإدارة الذاتية الجزئية في النمسا-المجر من خلال دعم الزعم بأن الصرب تركوا وطنهم بأمر من الإمبراطور الروماني المقدس لحماية حدود مملكة هابسبورغ.

## خلفية

### الهجرة الصربية العظيمة (1690–91)

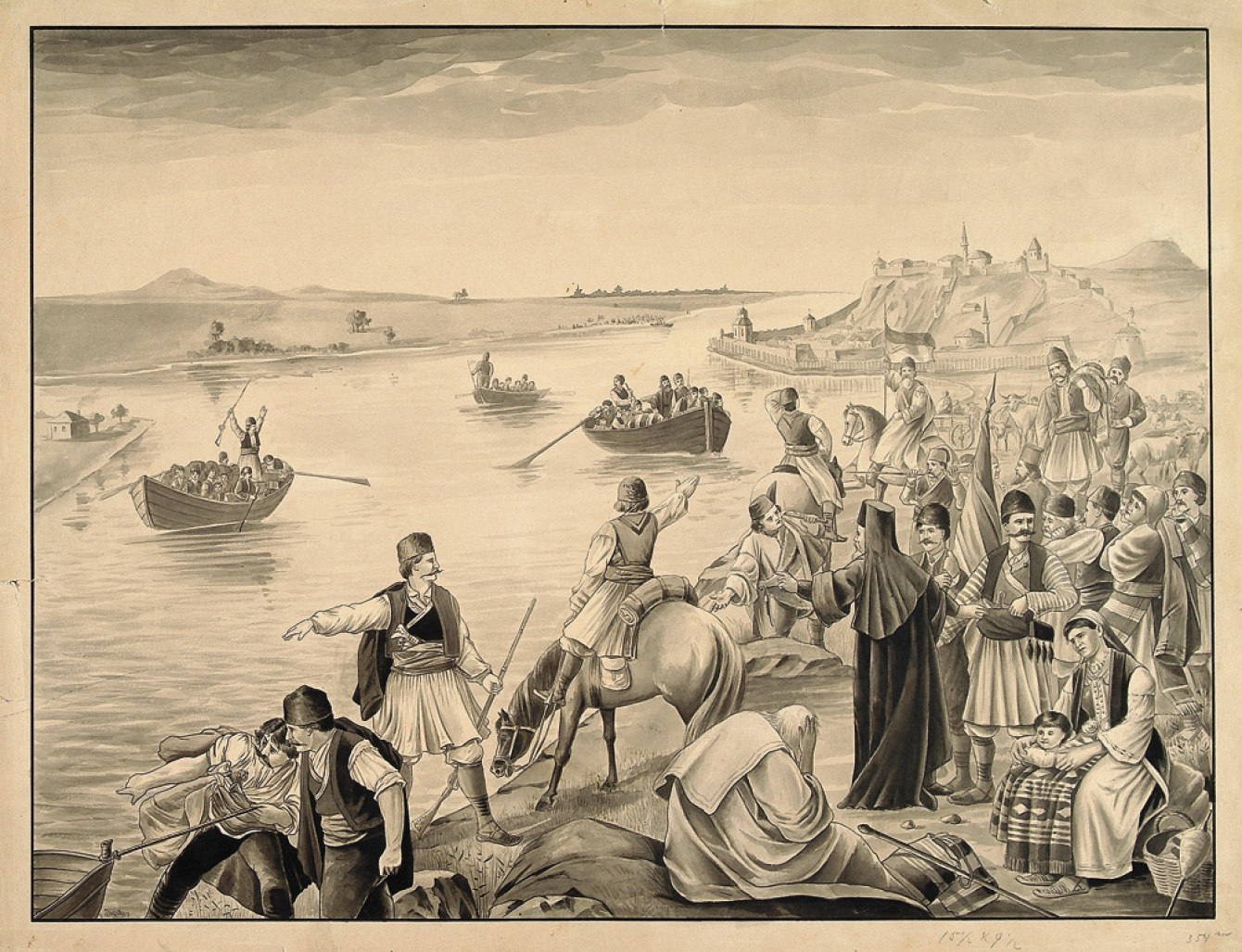
رسم توضيحي لصرب يعبرون نهر الدانوب إلى أراضي هابسبورغ

في عام 1689، حرض أرسينجي الثالث، رئيس أساقفة بيتش، الصرب في كوسوفو ومقدونيا والساندجاك على الثورة ضد الإمبراطورية العثمانية ودعم توغل هابسبورغ في البلقان.  في 2 يناير 1690، هُزم آل هابسبورغ والصرب في معركة كاانيك جورج. بدأ آل هابسبورغ في التراجع، مما دفع الآلاف من القرويين الصرب إلى مغادرة منازلهم والفرار شمالًا خوفًا من الانتقام العثماني.  في التأريخ الصربي، عُرف هذا الحدث باسم الهجرة الصربية العظمى.  تدفق ما بين 30.000 و 40.000 لاجئ صربي إلى فويفودينا التي تسيطر عليها هابسبورغ، شمال نهر الدانوب، واستقروا هناك. كان المهاجرون يأتون للاتصال بالمناطق التي كانوا يسكنونها سابقًا في صربيا القديمة، وأطلقوا على موطنهم الجديد اسم «صربيا الجديدة».  تيم جوداه، صحفي متخصص في البلقان، يصف الهجرة الجماعية بأنها واحدة من أكثر الأحداث المؤلمة في تاريخ صربيا. 

### التكليف

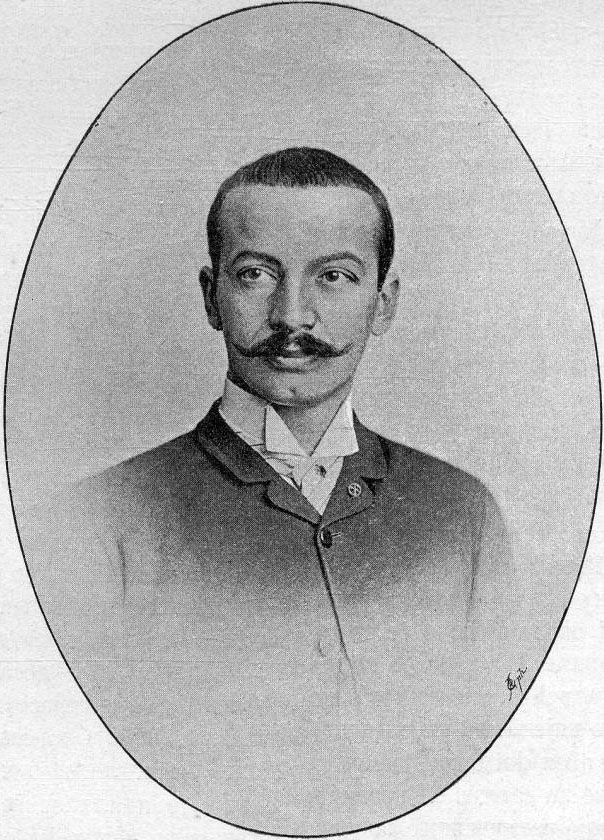
باجا يوفانوفيتش ، إ ق. 1899

في أوائل تسعينيات القرن التاسع عشر، أعلن المسؤولون المجريون عن خطط لإقامة معرض الألفية في بودابست عام 1896 ؛ كان القصد منه إحياء الذكرى الألف (1000) للغزو المجري لحوض الكاربات، وإعادة التأكيد على «شرعية المجر الوطنية والإقليمية» و «الحق الطبيعي والتاريخي للشعب المجري في المناطق التي يقطنها».  كان من المقرر إقامة المعرض في سيتي بارك في بودابست. تم تقسيم المعارض إلى اثني عشر مجالًا متميزًا، أحدها كان الفن المرئي.  تحفة المعرض الفني كانت «الفتح من حوض الكاربات» ، وهي لوحة لرسام التاريخ المجري ميهالي مونكاتشي، والتي كانت موجودة في مبنى البرلمان المجري.  كما تم بناء أجنحة ا تعرض الإنجازات الثقافية والصناعية لغير المجريين الذين يعيشون في الأراضي الخاضعة للإدارة المجرية في النمسا-المجر، بما في ذلك واحد للصرب. 
في سنة 1895، بناءً على أوامر من بطريرك كارلوفيتشي، جورجي الأول، كلف مجلس الكونغرس لسريمسكي كارلوفشي الشاب الواقعي باجا يوفانوفيتش برسم هجرة الصرب ، بهدف عرضها كجزء من الجناح الصربي. كان جورجيجي قد اقترب في الأصل من الفنان أوروس بريديتش، لكن بريديتش قال إن الأمر سيستغرق عامين لإكمال اللوحة. أكد يوفانوفيتش للبطريرك أنه يمكنه إنهاء العمل في ثمانية أشهر.  كانت اللوحة واحدة من عملين تم استئجار يوفانوفيتش لرسمهما للمعرض، والآخر هو فرساك بالثلاثي ، والذي تم تكليفه من قبل مجلس مدينة فرساك Vršac. 

## تاريخ

### أصلي
يبلغ قياس اللوحة الزيتية الأصلية 380 على 580 سم.  يصور أرسينجي يقود عشرات الآلاف من الصرب إلى المنفى، ويمتطون حصانًا ويحيط به علم صربي. }} في إشارة مباشرة إلى الكتاب المقدس، فإن الصورة تذكرنا بصورة موسى الذي قاد الشعب المختار إلى خارج مصر. والمفارقة، يلاحظ أن البطريرك يقود شعبه بعيدًا عن أرض الميعاد.  يهيمن البطريرك وأربعة شخصيات أخرى على التكوين، ويتأرجحون بشكل غير متساو عبر القماش بدلاً من التحرك في خط مستقيم. كتب فيليبوفيتش روبنسون: "إنهم يتخللون المقدمة، يوجهون العين عبر الأقطار والمنحنيات في أجسادهم ويشيرون إلى السطر التالي من الأشكال خلفهم.

### المعلومات الكاملة للمراجع
- Albert، Samuel D. (2015). "The Nation For Itself: The 1896 Hungarian Millennium and the 1906 Bucharest National General Exhibition". في Petrová، Marta (المحرر). Cultures of International Exhibitions 1840–1940: Great Exhibitions in the Margins. Farnham, England: Ashgate Publishing. ص. 113–37. ISBN:978-1-4724-3281-0.
- Antić، Radmila (1970). Paja Jovanović. Belgrade, Yugoslavia: Belgrade City Museum. OCLC:18028481.
- Browne، Dennis (2013). "Emir Kusturica: "Underground" and "Life is a Miracle"". في Kazecki، Jakub؛ Ritzenhoff، Karen A.؛ Miller، Cynthia J. (المحررون). Border Visions: Identity and Diaspora in Film. Lanham, Maryland: Rowman & Littlefield. ISBN:978-0-8108-9051-0.
- Facos، Michelle (2011). An Introduction to Nineteenth-Century Art. New York: Taylor & Francis. ISBN:978-1-136-84071-5.
- Filipovitch-Robinson، Lilien (2005). "Inspiration and Affirmation of Revolution in Nineteenth-Century Serbian Painting" (PDF). Journal of the North American Society for Serbian Studies. Bloomington, Indiana: Slavica Publishers. ج. 19 ع. 2: 317–28. ISSN:0742-3330. مؤرشف من الأصل (PDF) في 9 أبريل 2016.
- Filipovitch-Robinson، Lilien (2007). "Exploring Modernity in the Art of Krstić, Jovanović and Predić" (PDF). Journal of the North American Society for Serbian Studies. Bloomington, Indiana: Slavica Publishers. ج. 21 ع. 1: 115–35. ISSN:0742-3330. مؤرشف من الأصل (PDF) في 4 مارس 2016.
- Filipovitch-Robinson، Lilien (2008). "Paja Jovanović and the Imagining of War and Peace" (PDF). Journal of the North American Society for Serbian Studies. Bloomington, Indiana: Slavica Publishers. ج. 22 ع. 1: 35–53. ISSN:0742-3330. مؤرشف من الأصل (PDF) في 8 ديسمبر 2015.
- Filipovitch-Robinson، Lilien (2014). "From Tradition to Modernism: Uroš Predić and Paja Jovanović". في Bogdanović، Jelena؛ Filipovitch-Robinson، Lilien؛ Marjanović، Igor (المحررون). On the Very Edge: Modernism and Modernity in the Arts and Architecture of Interwar Serbia (1918–1941). Leuven, Belgium: Leuven University Press. ص. 31–63. ISBN:978-90-5867-993-2.
- Judah، Tim (1999). "The Serbs: The Sweet and Rotten Smell of History". في Graubard، Stephen Richards (المحرر). A New Europe for the Old?. Piscataway, New Jersey: Transaction Publishers. ص. 23–47. ISBN:978-1-4128-1617-5.
- Judah، Tim (2000) [1997]. The Serbs: History, Myth and the Destruction of Yugoslavia (ط. 2nd). New Haven, Connecticut: Yale University Press. ISBN:978-0-300-08507-5.
- Judah، Tim (2002). Kosovo: War and Revenge. New Haven, Connecticut: Yale University Press. ISBN:978-0-300-09725-2.
- Kusovac, Nikola (2009). Паја Јовановић [Paja Jovanović] (بالصربية). Belgrade: National Museum of Serbia. ISBN:978-86-80619-55-2.
- Lampe، John R. (2000) [1996]. Yugoslavia as History: Twice There Was a Country (ط. 2nd). Cambridge: Cambridge University Press. ISBN:978-0-521-77401-7.
- Malcolm، Noel (1998). Kosovo: A Short History. London: Pan Macmillan. ISBN:978-0-333-66613-5.
- Medaković, Dejan (1994). Srpski slikari XVIII–XX veka: Likovi i dela [Serbian Painters, 18th–20th century: Portraits and Works] (بالصربية). Belgrade: Prosveta. ISBN:978-86-07-00757-8.
- Miller، Nicholas J. (1997). Between Nation and State: Serbian Politics in Croatia Before the First World War. Pittsburgh: University of Pittsburgh Press.
- Milojković-Djurić، Jelena (1988). Tradition and Avant-Garde: Literature and Art in Serbian Culture, 1900–1918. Boulder, Colorado: Eastern European Monographs. ج. 1. ISBN:978-0-88033-131-9.
- Norris، David A. (2008). Belgrade: A Cultural History. Oxford: Oxford University Press. ISBN:978-0-19-970452-1.
- Pavlowitch، Stevan K. (2002). Serbia: The History of an Idea. New York: New York University Press. ISBN:978-0-8147-6708-5.
- Petrović, Petar (2012). Паја Јовановић: Систематски каталог дела [Paja Jovanović: A Systematic Catalogue of His Works] (بالصربية). Belgrade: National Museum of Serbia. ISBN:978-86-7269-130-6.
- Popovich، Ljubica (1999). "Internationalism and Ethnicity: A Case Study of Serbian Painting" (PDF). Journal of the North American Society for Serbian Studies. Bloomington, Indiana: Slavica Publishers. ج. 13 ع. 1: 160–85. ISSN:0742-3330. مؤرشف من الأصل (PDF) في 8 أبريل 2016.
- Segesten، Anamaria Dutceac (2011). Myth, Identity and Conflict: A Comparative Analysis of Romanian and Serbian Textbooks. Lanham, Maryland: Lexington Books. ISBN:978-0-7391-4867-9.
- Todić، Katarina (2014). "In the Name of Father and Son: Remembering the First World War in Serbia". في Bürgschwenter، Joachim؛ Egger، Matthias؛ Barth-Scalmani، Gunda (المحررون). Other Fronts, Other Wars? First World War Studies on the Eve of the Centennial. Leiden, Netherlands: BRILL. ص. 437–63. ISBN:978-90-04-27951-3.